# John McKibbon
John Hubert McKibbon (Sudbury, 14 settembre 1939 – 10 luglio 2024) è stato un cestista canadese.

## Carriera
Con il Canada ha disputato i Giochi di Tokyo 1964, il Torneo Pre-Olimpico FIBA 1964 e il Torneo Pre-Olimpico FIBA 1960.
Dal 2001 è membro del Canada Basketball Hall of Fame.
Dopo il ritiro dall'attività cestista, esercita la professione di officiante di matrimoni in Ontario. Ha conseguito una laurea magistrale alla Laurentian University e un bachelor presso l'Università di Toronto.